# Otti Gerber
Ottilie „Otti“ Gerber (* 14. Januar 1922 in Mainz; † zwischen 28. September und 4. Oktober 2009 ebenda) war eine deutsche Krankenschwester und Kommunalpolitikerin, welche sich in der Wohlfahrt engagierte.

## Leben
Otti Gerber, geb. Ottilie Weil, wurde als Tochter eines Bilanzbuchhalters und einer Verkäuferin geboren, diese waren Besitzer eines Lederwarengeschäfts in Mainz. Nach dem Besuch der Volksschule absolvierte sie von 1936 bis 1938 eine Ausbildung zur Kindergärtnerin an der Frauenarbeitsschule in Mainz, der heutigen Sophie-Scholl-Schule. 1939 erhielt sie eine Anstellung im Kindergarten der Frauenarbeitsschule und wurde Ausbilderin für Kindergärtnerinnen, ab 1941 leistete sie nebenbei einen freiwilligen Dienst beim Roten Kreuz. 1944 wurde sie nach einer Ausbildung als Schwesternhelferin hauptberuflich zum Roten Kreuz einberufen, zuletzt war sie in einem Lazarett in Heidelberg tätig. Am 27. Februar 1945 fand ein verheerender Großangriff der britischen Luftwaffe auf Mainz statt. Daraufhin flüchtete sie von ihrem Dienst wegen ihrer Ängste in ihre Heimatstadt. Im März geriet sie in amerikanische Kriegsgefangenschaft, aus welcher sie ebenso flüchtete, um ihre verschollene Familie in den Kriegswirren zu suchen.
Otti Gerber begann nach Kriegsende wieder beim DRK in Mainz in der Betreuung von Kriegsgefangenen zu arbeiten. Von 1946 bis 1948 war sie Leiterin des damals wichtigen Suchdienstes des DRK in Mainz, danach als Verwaltungskraft in der Geschäftsstelle, später im Bereich Mütter- und Kindererholungsfürsorge. Ab 1957 war sie Mitglied im Verein „Sozialwerk Waisenschutz und Altenhilfe“ (SWA) und von 1961 bis 1997 Vorsitzende des Mainzer Zweiges. 1959 wurde sie Ausbilderin für Haushaltsgehilfinnen beim Deutschen Paritätischen Wohlfahrtsverband. Ab 1960 war sie Verwaltungsangestellte im Frauensekretariat der ÖTV-Bezirksverwaltung. 1968 heiratete sie Karl Gerber, welcher ebenfalls beim SWA tätig war. 1969 musste sie den Beruf aufgrund einer Lähmung ihrer rechten Hand aufgeben.
1972 wurde sie Vorstandsmitglied im Landesverband des Deutschen Paritätischen Wohlfahrtsverbandes. Von 1989 bis 1994 war Otti Gerber Stadträtin in Mainz (SPD). Gerber war zudem 20 Jahre lang Jugendschöffin beim Amtsgericht Mainz, ehrenamtliche Richterin am Verwaltungsgericht sowie Hauptschöffin beim Landgericht Mainz. 1982 war sie Gründungsmitglied und 10 Jahre lang Vorsitzende des Seniorenbeirats der Stadt Mainz, ab 1993 Vorsitzende des Landesseniorenbeirates und auch Leiterin des Mainzer Rentnerbunds.
Sie war Initiatorin der Senioren-Zeitschrift Spätlese, welche bis 2019 vom Sozialministerium in Rheinland-Pfalz herausgegeben wurde.
Otti Gerber starb 2009 nach langer schwerer Krankheit in Mainz.

## Auszeichnungen
- 1972 Silberne Ehrennadel des Deutschen Paritätischen Wohlfahrtsverbandes
- 1972 Wappenteller der Stadt Mainz
- 1973 Bundesverdienstkreuz am Bande
- 1992 Goldene Henry-Dunant-Medaille des DRK
- 1994 Goldene Verdienstmedaille des Deutschen Paritätischen Wohlfahrtsverbandes
- 1999 Bernhard-Adelung-Plakette der Stadt Mainz für soziales Engagement
- 1999 Ehrennadel des Landes Rheinland-Pfalz
- Ehrenvorsitzende des Sozialwerks Waisenschutz und Altenhilfe, Mainz
- „Oberst der Garde“ beim Karnevalsverein „Narrenclub Hechtsheim“